# West Virginia Alliance Football Club
West Virginia Alliance Football Club, anteriormente conhecido como West Virginia Chaos, é um clube da cidade de Charleston, Virgínia Ocidental . Disputa atualmente a USL League Two.

## História

Escudo do West Virginia Chaos

O clube foi fundado em 2003 para disputar a PDL. Em sua temporada de estreia teve uma campanha ruim, com apenas duas vitórias, contra o Greenville Lions por 1x0 e contra o Columbus Shooting Stars. Em 2004, teve um bom início, vencendo três das quatro primeiras partidas, mas assim como no ano anterior terminou a temporada em último lugar do grupo. Em 2005 mesma coisa, ficando em último do grupo. Em 2006 o time teve uma boa campanha, mas não se classificou para a fase seguinte. Em compensação, o ano de 2007 foi seu pior ano na história, com apenas uma vitória, contra o Northern Virginia Royals. O ano de 2008 foi marcado por várias goleadas sofridas, 3x0 para o Michigan Bucks, 5x0 contra o Cleveland Internationals, Indiana Invaders e contra Fort Wayne Fever.

## Estatísticas

### Participações
|  | Participações em 2017 |

| Competição     | Competição               | Temporadas | Melhor campanha     | Estreia | Última | P | R |
| Estados Unidos | Lamar Hunt U.S. Open Cup | 1          | Segunda Fase (2015) | 2015    | 2015   |   | – |